# Begonia serratipetala
Espèce
Begonia serratipetala est une espèce de plantes de la famille des Begoniaceae. Ce bégonia est originaire de Nouvelle-Guinée. L'espèce fait partie de la section Petermannia. Elle a été décrite en 1913 par Edgar Irmscher (1887-1968). L'épithète spécifique serratipetala signifie « à pétales dentelés ».

## Répartition géographique
Cette espèce est originaire du pays suivant : Nouvelle-Guinée.